# 科爾內特德比斯山

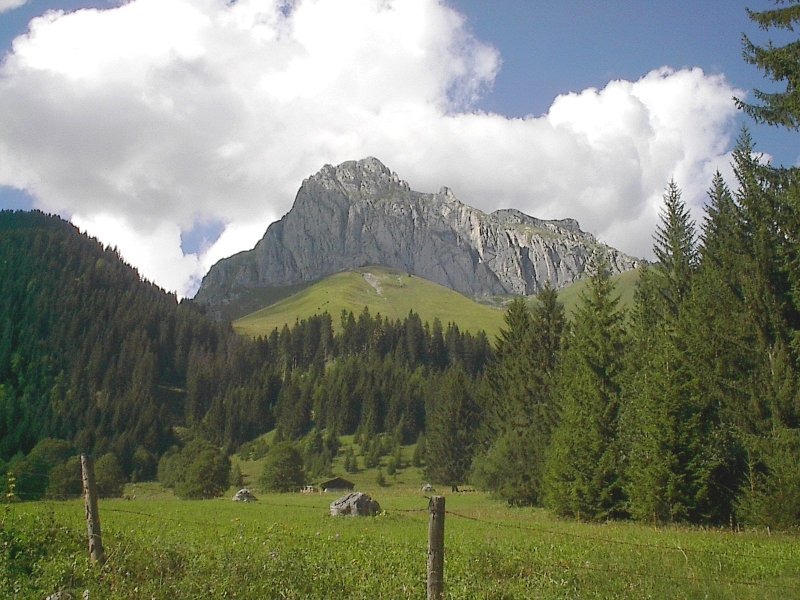

46°19′57″N 6°47′04″E / 46.33250°N 6.78444°E
科爾內特德比斯山（法語：Cornettes de Bise，法語發音：[kɔʁnɛt də biz]）是西歐的山峰，位於瑞士和法國接壤的邊境，屬於沙布莱山的一部分，海拔高度2,432米，每年平均降雨量1,674毫米。